# Брахми
Бра́хми (санскр. ब्राह्मी [ˈbrɑːhmiː], IAST: Brāhmī) — одна из древнейших разновидностей индийского слогового письма; пишется слева направо.
Хотя брахми является предком почти всех аборигенных письменностей Южной и Юго-Восточной Азии (кроме основанных на китайских иероглифах или латинице), уже в Средние века эта письменность была забыта. Брахми дешифровано в конце XVIII века усилиями нескольких лингвистов, среди которых наиболее значимым является английский учёный Джеймс Принсеп.
Как полагают учёные, развилось из арамейского письма.
Самые ранние прочитанные памятники — эдикты императора Ашоки (III век до н. э.). Согласно БРЭ, письмо брахми могло быть создано специально для эдиктов Ашоки или таких же надписей.

## Лингвистические данные
На основе брахми сложились три ветви индийского письма: северная, южная и юго-восточная.
- Северная ветвь:
  - гупта
  - тибетское
  - нагари, его позднейшая форма — деванагари (наиболее употребительная в Северной Индии для хинди, маратхи и других языков)
  - шарада
  - невари (вытесняемое деванагари)
  - бенгальское
  - ория
  - гуджаратское
  - гурмукхи и др.

- Южная ветвь:
  - грантха, представленное четырьмя алфавитами современных литературных языков Южной Индии (каннада, телугу, малаяльским и тамильским).

- Юго-восточная ветвь (письменности, развившиеся за пределами Индии, главным образом на основе древнего палийского письма):
  - сингальское
  - бирманское
  - кхмерское
  - лаосское
  - тайское
  - старые письменности Индокитая и Индонезии  (кави[англ.] и яванское письмо).

## История
Существуют многочисленные гипотезы о происхождении письма брахми. Среди индийских учёных обычно принято считать, что письмо брахми — индийского происхождения. Некоторые учёные при этом ссылаются на памятники протоиндийской письменности (III—II тыс. до н. э.), обнаруженные при раскопках городов Хараппы и Мохенджо-Даро (по одной из гипотез, письменность долины Инда является, как и брахми, алфавитно-слоговым письмом). Среди историков письма за пределами Индии преобладает точка зрения, что брахми произошло от арамейского алфавита, что подтверждается внешним сходством большого количества знаков (брахми).
Время возникновения брахми точно не известно; наиболее вероятная дата — VIII или VII в. до н. э.
На севере Индии, в городе Хери Гуджар, штат Харьяна, была найдена медная фигурка с параллельными надписями более ранним иероглифическим Индским (Хараппским) письмом и более поздним слоговым письмом брахми. Находка имеет форму человека с кабаньей головой, на груди которого имеется рельефное изображение, напоминающее единорога. Предположительно изображает Вараха, аватара Вишну, имеющего вид кабана. Выше нанесены две надписи: на древнейшем слоговом письме брахми и в знаках цивилизации Инда (харрапские знаки). На основании брахми надпись читается как «Царь Ки-Ма-Джи [имя собственное] Ша-Да-Я [воплощение бога]». Ориентировочная датировка находки —  2000—1000 гг. до нашей эры.

## Примеры
- Надписи Ашоки